# 陈建豪
陈建豪（英語：JianHao Tan）（1993年6月14日—），新加坡演员、YouTuber、網路名人，传媒公司Titan Digital Media总裁。

## 早年生活
陈建豪于1993年6月14日出生于新加坡。8岁那年，父亲被新加坡外交部派往柬埔寨，他便随家人前往移居。他之后搬到越南河内，入读河内联合国国际学校（United Nations International School of Hanoi），直到高中毕业。

## 职业生涯
陈建豪于2010年开设了自己的YouTube频道。他在新加坡完成国民服役后决定不进大学深造，并选择担任全职YouTuber。2014年，他开始接受另一新加坡Youtube频道 Night Owl Cinematics 的 Ryan Tan 的指导；2014年12月，陈建豪频道的YouTube订阅者已超过25万。2014年，他花费15,000新元招聘助手帮忙推广一款应用程序，随后创立了自己的同名工作室“The JianHao Tan”。2015年，他被列入美国商业杂志福布斯的“30岁以下最具潜力的30名杰出人士”排行榜。
2018年，陈建豪将旗下的传媒公司由“The JianHao Tan”更名为“Titan Digital Media”。
2019年，陈建豪的求婚视频成为YouTube在新加坡观看次数最多的创作者视频。同年，陈建豪为一部以Titan Academy的世界为背景的未来电影发起了一项众筹活动，目标募集50万新元。该活动受到了不少批评，因为它所针对的目标受众被认为是非财务独立的群体。他最终终止了筹款的行为并表示这部电影将由他自己资助拍摄。

## 个人生活
经过三年的恋爱，陈建豪于2019年5月与Debbie Soon结婚。他们育有一个名叫Starley的女儿，出生于2019年9月19日。
陈建豪于2015年创立了慈善组织“陈建豪基金会”。截至2019年，该基金会已向越南Thuy An村捐赠了价值超过5000新元的食品和玩具。

## 影视作品
| 年份 | 电影                                             | 角色   | 备注                                           | 来源          |
| ---- | ------------------------------------------------ | ------ | ---------------------------------------------- | ------------- |
| 2015 | 《新式英語去哪裡》 （Lingo Lingo, Where You Go） | 男主角 | - 梁智强电影                                   | [ 14 ]        |
| 2021 | I Am A Teacher                                   | 自己   | - 客串 - 导演 - 全球短片奖，2021年3月 - 优秀奖 | [ 15 ] [ 16 ] |

| 年份        | 标题          | 角色 | 备注          |
| ----------- | ------------- | ---- | ------------- |
| 2018 ― 至今 | Titan Academy | 建豪 | 第一季 ― 至今 |